# Ephemerum hibernicum
Ephemerum hibernicum là một loài rêu trong họ Ephemeraceae. Loài này được D. T. Holyoak & V.S. Bryan mô tả khoa học đầu tiên năm 2005.